# Gare de Cerizay
Gare de Cerizay vasútállomás Franciaországban, Cerizay településen.

## Vasútvonalak
Az állomást az alábbi vasútvonalak érintik:
- Les Sables-d'Olonne–Tours-vasútvonal

## Kapcsolódó állomások
A vasútállomáshoz az alábbi állomások vannak a legközelebb:
- Gare de Pouzauges (Gare des Sables-d'Olonne, Les Sables-d'Olonne–Tours-vasútvonal)
- Gare de Bressuire (Gare de Loudun, Les Sables-d'Olonne–Tours-vasútvonal)